# Fabinyi Rudolf
Fabinyi Rudolf (Jolsva, 1849. május 30. – Budapest, 1920. március 7.) magyar vegyész, tudományszervező. Ő volt a Vegytani Lapok, az első magyar nyelvű kémiai folyóirat alapítója, valamint a Magyar Kémikusok Egyesületének első elnöke.

## Életpályája
A Pesti Tudományegyetemen kémia-fizika szakos középiskolai tanári oklevelet, illetve doktorátust szerzett, majd Than Károly ajánlásával a szerves kémia magántanárává habilitálták. 1871-től a Magyar Királyi József Műegyetemen Nendtvich Károly professzor tanársegédjeként dolgozott. Ezt követően kétéves állami ösztöndíjat kapott, melynek során több jeles európai laboratóriumban dolgozott, így Johannes Wislicenus mellett Würzburgban, Zdenko Hans Skraup mellett Grazban, Robert Wilhelm Bunsen laboratóriumában a Heidelbergi Egyetemen. 
1878-ban Charles Adolphe Würtz tanszékéről a Sorbonne-ról tért haza, a kolozsvári tudományegyetem (1881-től Magyar Királyi Ferenc József Tudományegyetem) Vegytani Intézetének élére. A tanszéken szerves és szervetlen kémiai, analitikai kémiai és kémiai technológiai kutatások is folytak. Intézetében 1887-ben vegykísérleti állomás létesült, ami közegészségügyi feladatokat látott el, valamint ipari és műszaki vizsgálatokkal foglalkozott. 1882-ben Fabinyi saját költségén megindította a Vegytani Lapokat, az első magyar nyelvű kémiai szakfolyóiratot. A havonta megjelenő Vegytani Lapok a tanszéken folyó kutatások eredményei mellett friss nemzetközi kutatási eredményeket is közölt. A lap 1889-ben szűnt meg, anyagi erőforrások hiányában. Fabinyit 1891-ben a Magyar Tudományos Akadémia levelező, majd 1915-ben rendes tagjának választotta. Akadémiai székfoglalójában Stereochemiai tanulmányok címen az azaril-aldoxim sztereoizomériáját ismertette. Fabinyi professzor az oktatásban a hallgatókkal való eleven kapcsolat híve volt. Tankönyvet sokáig nem is írt, elvárta az előadásokon való intenzív figyelmet. Előadásainak anyagát a tanszéken dolgozó Ruzitska Béla lejegyezte és kiadta. Fabinyi Rudolf az egyetem rektori tisztét töltötte be 1900-tól 1901-ig. Fontosnak tekintette a tudomány népszerűsítést, ezért számos előadást tartott az Erdélyi Múzeum-Egyesület orvos-természettudományi szakosztályának ismeretterjesztő estélyein. Az 1907-ben megalakuló Magyar Kémikusok Egyesülete első elnökének Fabinyi Rudolfot választotta. Ebben a funkciójában, 1909-ben elindította a Magyar Chemikusok Lapját. 
A termékeny életút végén, a történelem durván közbeavatkozott. 1919 őszén az egyetem tanári karának többségével Fabinyi professzor is Budapestre menekült, ahol 1920. március 7-én, valószínűleg spanyolnáthában meghalt.

## Főbb kutatási területei és eredményei
- Fabinyi és Farkas Gyula tüzelőanyag-cellát állítottak elő. Ez a hosszú időre elfeledett találmány az űrhajózásban használt technológia korai elődje.
- Felismerte, hogy nagyfeszültségű elektromos áram széngázban szintetikus reakciókat indít el. Ezzel a prebiotikus folyamotok kutatásának egyik előfutárának tekinthető.
- A kapotnyak (Asarum europeum L.) nevű gyógynövényből előállított azaront és származékait kutatta, különös tekintettel ezek térszerkezetére.
- Egyik fontos területe volt az új festékanyagok kutatása. Az általa ceracidin néven szabadalmazott benzopirillium sóból kitűnő festő és színezőanyagokat állított elő. A ceracidin előállítására szolgáló reakció Fabinyi-féle szalicil-aldehid reakció néven vált ismertté.
- Eljárást szabadalmaztatott a fa száraz desztillálására
- Módosította a szerves anyagok molekulasúly-meghatározására szolgáló forráspont- és fagyáspontcsökkenés-mérés módszerét.

## Művei
- Két isomér monobromnitronaphthalinról. Budapest, 1876
- Tanulmányok az aldehydek vegyületeiről phenolokkal : 1. értekezés : di-hydroxyphenyl-aethan és vegyületei. Budapest, 1877
- Stereochemiai tanulmányok. Budapest, 1893

## Emlékezete
- Fabinyi Rudolf emlékezete, különnyomat az Erdélyi Orvosi Lapból, Kolozsvár, 1923
- Móra László – Emlékbeszéd Fabinyi Rudolf halálának 80. évfordulóján
- 2019. október 24-én Fabinyi-emléktáblát avattak a kolozsvári Mikó-kertben a földrajz kar épületében, ahol annak idején a vegytani intézet működött.[2]